# 天鹰座V1494
天鹰座V1494（V1494 Aquilae）也被称为1999年天鹰座新星b（NOVA Aquilae 1999 b）是一颗位于天鹰座的新星，1999年爆发。爆发时最亮视星等为4.0。